# ミシシッピの賭博師
『ミシシッピの賭博師』（みししっぴのとばくし、The Mississippi Gambler）は1953年のアメリカ合衆国の西部劇映画。ルドルフ・マテ監督の作品で、出演はタイロン・パワーなど。

## ストーリー
1853年、賭博師を夢見るニューヨーク出身の青年マーク・フェロンはセントルイスを訪れ、そこで知り合った老博徒ポリーとともに蒸気船に乗り込む。そこでマークに負けた実業家の息子ローランは家宝の首飾りで借金を払う。この首飾りはローランの妹・アンジェリクのものであり、マークは彼女から反感を買う。その後、マークとポリーはイカサマ師に追われる形で船を去り、ニューオーリンズにあるフェンシング道場へ行く。そこで、アンジェリクたちの父エドモンがマークの父の弟子だったことが判明し、2人は仲良くなる。一方、アンジェリクは若い銀行家から求婚されていたものの、マークのことが引っ掛かっていた。

## キャスト
| 役名                 | 俳優                   | 日本語吹替                                                            | 日本語吹替                                                   |
| 役名                 | 俳優                   | NET版                                                                 | フジテレビ版                                                 |
| -------------------- | ---------------------- | --------------------------------------------------------------------- | ------------------------------------------------------------ |
| マーク・ファロン     | タイロン・パワー       | 山内雅人                                                              | 山内雅人                                                     |
| アンジェリク         | パイパー・ローリー     | 田浦環                                                                | 池田昌子                                                     |
| アン・コナント       | ジュリー・アダムス     | 高橋直子                                                              | 鈴木弘子                                                     |
| ポリー               | ジョン・マッキンタイア | 千葉順二                                                              | 八奈見乗児                                                   |
| エドモンド・デュロー | ポール・キャヴァナー   | 藤本譲                                                                | 大木民夫                                                     |
| ローレント           | ジョン・ベア           | 野田圭一                                                              | 納谷六朗                                                     |
| ジョージ             | ロン・ランデル         | 石森達幸                                                              | 中江真司                                                     |
| コールドウェル       | ラルフ・ダムケ         | 西桂太                                                                | 辻村真人                                                     |
| ピエール             | ウィリアム・レイノルズ |                                                                       | 徳丸完                                                       |
| アンドレ             | ガイ・ウィリアムズ     |                                                                       | 矢田耕司                                                     |
| 以下はノンクレジット |                        |                                                                       |                                                              |
| エミール             | フレッド・ケイブンズ   |                                                                       | 加藤修                                                       |
| スパッド             | キング・ドノヴァン     |                                                                       | 立壁和也                                                     |
| サンフォード         | デイトン・ルミス       |                                                                       | 村松康雄                                                     |
| ジュリアン・コナント | デニス・ウィーバー     | 池水通洋                                                              | 矢田耕司                                                     |
| 不明 その他          | N/A                    | 加藤修 兼本新吾 松岡文雄 根本好章 田中康郎 沢りつお 北村弘一 近水圭二 | 石井敏郎 国坂伸 田浦環 中村美知子 藤原登紀子                 |
| 日本語版スタッフ     |                        |                                                                       |                                                              |
| 演出                 | 演出                   | 山田悦司                                                              | 山田悦司                                                     |
| 翻訳                 | 翻訳                   |                                                                       | 山田実                                                       |
| 効果                 | 効果                   | スリー・サウンド                                                      |                                                              |
| 調整                 | 調整                   |                                                                       | 栗林秀年                                                     |
| 制作                 | 制作                   | グロービジョン                                                        | グロービジョン                                               |
| 初回放送             | 初回放送               | 1971年7月7日 『二時の映画招待席』 14:00-15:26 正味70分15秒            | 1973年9月7日 『ゴールデン洋画劇場』 21:00-22:55 正味94分06秒 |